# 松任谷由実のカバー曲
松任谷由実のカバー曲では、松任谷由実の楽曲をカバーしたアーティストおよびカバーされた楽曲を列挙する。
| aiko                                 | 『セシルの週末』 | Album「Queen's Fellows」 |
| 愛里                                 | 『雨音はショパンの調べ』 | Single |
| 麻丘めぐみ                           | 『「いちご白書」をもう一度』 | Album「卒業」 |
| 麻倉未稀                             | ①『9月には帰らない』 ②『ぬれたコースター』 ③『ノーサイド』 | ①Album「Elegant Talk」 ②Album「ROMANCE」 ③Album「Voice of Power」 |
| 芦田愛菜                             | 『やさしさに包まれたなら』 | Album「Happy Smile!」 |
| A.S.A.P.                             | ①『朝陽の中で微笑んで』『あの日にかえりたい』『海を見ていた午後』『グッド・ラック・アンド・グッドバイ』『卒業写真』『中央フリーウェイ』『冷たい雨』『ひこうき雲』『ルージュの伝言』 ②『恋人がサンタクロース』『SWEET DREAMS』『DOWNTOWN BOY』『ノーサイド』『守ってあげたい』 ③『残暑』『リフレインが叫んでる』『ダンデライオン～遅咲きのたんぽぽ』『DESTINY』 ④『ANNIVERSARY』『翳りゆく部屋』『シンデレラ・エクスプレス』『雨のステイション』 ⑤『ロッヂで待つクリスマス』 ⑥『赤いスイートピー』『ナビゲイター』 ⑦『「いちご白書」をもう一度』 | ①Album「Graduation」 ②Album「Boy Friends Girl Friends」 ③Album「Refrain」 ④Album「Cinderella Express」 ⑤Album「Vacation Hot Lovin'」 ⑥Album「Tears In The Sea」 ⑦Album「Lovers Only」 |
| Acid Black Cherry                    | 『青春のリグレット』 | Single「黒猫 ～Adult Black Cat～」 |
| Azumi                                | 『小麦色のマーメイド』『時をかける少女』『守ってあげたい』 | Album「NEW STANDARD」 |
| 安達祐実                             | 『ダンデライオン～遅咲きのたんぽぽ』 | Album「Love Peace」 |
| 天地真理                             | 『「いちご白書」をもう一度（Live）』 | Live Album「私は天地真理」 |
| 天海春香（中村繪里子）               | 『卒業写真』 | Album「THE IDOLM@STER MASTER ARTIST 4 01 天海春香」 |
| amin                                 | 『卒業写真』『春よ、来い』 | Album「My Life, My Songs」 |
| アメリカ                             | 『Hello, my friend』 | Album「OVER THE SKY」 |
| 絢香                                 | 『やさしさに包まれたなら』 | Album「遊音倶楽部」 |
| 綾瀬はるか                           | 『Hello, my friend』 | Single「マーガレット」 |
| UNDER THE COUNTER                    | 『Hello, my friend』 | Album「HELSINKI」 |
| 安藤裕子                             | 『Woman "Wの悲劇"より』 | Single「海原の月」 |
| 杏里                                 | 『雨音はショパンの調べ』 | Album「tears of anri」 |
| 五十嵐はるみ                         | 『CHINESE SOUP』 | Album「SOMETHING」 |
| 五十嵐響子（種﨑敦美）               | 『守ってあげたい』 | Album「THE IDOLM@STER CINDERELLA MASTER Cute jewelries! 003」 |
| いきものがかり                       | ①『卒業写真』 ②『時をかける少女』 | ①Single「SAKURA」 ②Single「ノスタルジア」 |
| 池田綾子                             | ①『雨の街を』『ひこうき雲』『やさしさに包まれたなら』(+手嶌葵) ②『ANNIVERSARY』『恋人がサンタクロース』(＋YUKA)『Hello, my friend』 ③『春よ、来い』『BLIZZARD』(+KOKIA)『SWEET DREAMS』 | ①Album「東京カフェスタイル#1ストーリー」 ②Album「東京カフェスタイル#2メモリー」 ③Album「東京カフェスタイル#3ファンタジー」                                                            |
| 諫山実生                             | ①『朝陽の中で微笑んで』 ②『A HAPPY NEW YEAR』『埠頭を渡る風』 ③『真夏の夜の夢』『土曜日は大キライ』 | ①Album「ハナコトバ」 ②Album「東京カフェスタイル#2メモリー」 ③Album「東京カフェスタイル#3ファンタジー」                                                                                |
| イシイモモコ                         | 『瞳を閉じて』 | Album「PEACEFUL」 |
| 石川秀美                             | 『冷たい雨（Live）』 | Live Video「BURN UP HIDEMI」 |
| 石川ひとみ                           | ①『まちぶせ』 ②『守ってあげたい（Live）』 ③『「いちご白書」をもう一度』 | ①Album「まちぶせ」 ②Album「ジュテーム」 ③Album「The Reborn Songs～すずらん～」 |
| 石田ひかり                           | 『卒業写真』 | Album「Monument」 |
| 五木ひろし                           | 『「いちご白書」をもう一度』 | Album「今、こころの中にこの歌が･･･」 |
| 井筒香奈江                           | ①『Woman "Wの悲劇"より』 ②『ひこうき雲』『雨の街を』 | ①Album「時のまにまに」 ②Album「時のまにまにⅢ」 |
| 市井紗耶香                           | 『あの日にかえりたい』 | Album「FOLK SONGS」 |
| 井手麻理子                           | ①『Hello, my friend』 ②『やさしさに包まれたなら』 | ①Album「Dear Yuming」 ②Album「ジブリ HOUSE」 |
| 伊藤咲子                             | 『きっと言える』 | Album「ひまわり娘」 |
| 伊藤麻衣子                           | 『最後の春休み』 | Album「夢の入口」 |
| 伊東真由美                           | 『スカイレストラン』 | Album「STAY WITH ME」 |
| 伊東ゆかり                           | 『スカイレストラン』『卒業写真』 | Album「Touch Me Lightly」 |
| 稲垣潤一                             | ①『あの頃のまま』 ②『あの日にかえりたい』(+露崎春女)『Hello, my friend』(+高橋洋子) ③『埠頭を渡る風』(+EPO) ④『真夏の夜の夢』(+岡本真夜) ⑤『ノーサイド』(+戸田恵子) ⑥『ひこうき雲』(+小野リサ) | ①Single「オーシャン・ブルー」 ②Album「男と女」 ③Album「男と女2」 ④Album「男と女3」 ⑤Album「男と女4」 ⑥Album「男と女5」                                                                |
| 井上あずみ                           | 『やさしさに包まれたなら』 | Album「Dear GHIBLI」 |
| 井上昌己                             | 『まちぶせ』 | Album「the covers of my color」 |
| 井上陽水                             | ①『甘い予感』 ②『TRANSIT』 ③『リフレインが叫んでる』 | ①Album「Queen's Fellows」 ②Album「9.5カラット」 ③ALbum「UNITED COVER 2」 |
| 井上水晶                             | 『水の影』 | Album「虹色ほたる～永遠の夏休み～」 |
| 今井美樹                             | 『卒業写真』『中央フリーウェイ』『あの日にかえりたい』『人魚になりたい』『やさしさに包まれたなら』『シンデレラ・エクスプレス』『ようこそ輝く時間へ』『霧雨で見えない』『青春のリグレット』『青いエアメイル』『手のひらの東京タワー』『私を忘れる頃』 | Album「Dialogue」 |
| イム・ヒョンジュ                     | 『春よ、来い』 | Album「With You」 |
| EVE                                  | 『リフレインが叫んでる』 | Album「EVE」 |
| 岩崎愛                               | 『ひこうき雲』 | Single「哀しい予感」 |
| 岩崎宏美                             | ①『卒業写真』 ②『卒業写真』(+岩崎良美) ③『12月の雨（Live）』 ④『12月の雨』 ⑤『冷たい雨（Live）』 | ①Album「すみれ色の涙から･･･」 ②Album「Dear Friends III」 ③Live ALbum「Romantic Concert II」 ④Album「Dear Friends II」 ⑤Live Album「ふたりのための愛の詩集」                           |
| 岩崎良美                             | 『スカイレストラン』 | Album「色彩の主人公」 |
| 岩佐美咲                             | 『赤いスイートピー』 | Album「リクエスト・カバーズ」 |
| INSPi                                | 『まちぶせ』 | Album「インスピ・復刻盤2」 |
| the Indigo                           | 『Hello, my friend』 | Album「ワンスモア」 |
| UA                                   | 『きっと言える』 | Album「KABA」 |
| ウー・ルーチン                       | 『星空の誘惑』 | Album「愛」 |
| ウィーン少年合唱団                   | 『ひこうき雲』 | Album「尊い人生」 |
| 上野星矢                             | 『春よ、来い』 | Album「万華響」 |
| 上野優華                             | 『Woman“Wの悲劇”より』『卒業写真』 | Album「U colorful 初回限定盤」 |
| 植村花菜                             | 『やさしさに包まれたなら』 | Album「幸せの箱を開くカギ」 |
| 内山田洋とクールファイブ             | 『「いちご白書」をもう一度』 | Album「ふれあいの詩」 |
| EGO-WRAPPIN'                         | 『曇り空』 | Album「ROUTE 20 HIT THE ROAD」 |
| April                                | ①『輪舞曲』 ②『青いエアメイル』 | ①Album「10cc of Tears」 ②Album「APRIL SECOND」 |
| 海老沢タケヲ                         | 『翳りゆく部屋』 | Album「大キライ」 |
| EPO                                  | 『12月の雨』 | Album「POPTRACKS」 |
| m-flo                                | 『静かなまぼろし』 | Album「Dear Yuming」 |
| エレファントカシマシ                 | 『翳りゆく部屋』 | Album「STARTING OVER」 |
| 大江千里                             | 『スラバヤ通りの妹へ』 | Album「Dear Yuming」 |
| 大友康平                             | 『「いちご白書」をもう一度』 | Album「J-STANDARD 70's」 |
| 大貫妙子                             | 『私のフランソワーズ』 | Album「Queen's Fellows」 |
| 大橋純子                             | 『あの日にかえりたい』『中央フリーウェイ』 | Album「TERRA2」 |
| 大橋トリオ                           | 『恋人がサンタクロース』 | Album「MAGIC」 |
| 岡崎友紀                             | 『少しだけ片想い』『何もきかないで』『ルージュの伝言』 | Album「私の好きな歌」 |
| 奥居香                               | 『恋人がサンタクロース』 | Album「Dear Yuming」 |
| 奥井雅美                             | 『ダンデライオン〜遅咲きのたんぽぽ』 | Album「HAPPY END」 |
| 奥村愛子                             | 『14番目の月』 | Single「恋したいハート」 |
| 奥華子                               | 『恋人がサンタクロース（Live）』 | Live Video「一夜限りのSpecial Session -2010.12.25 Christmas-」 |
| odani misako・ta-ta                  | 『ひこうき雲』 | Album「feather」 |
| 音無小鳥（滝田樹里）                 | 『やさしさに包まれたなら』 | Album「THE IDOLM@STER Your Song」 Album「THE IDOLM@STER MASTER ARTIST FINALE 765プロ ALLSTARS」                                                                                       |
| オトナモード                         | 『やさしさに包まれたなら』 | Single「グライダー」 |
| 鬼束ちひろ                           | 『守ってあげたい』 | Album「Queen's Fellows」 |
| 小野リサ                             | ①『あの日にかえりたい』 ②『あの日にかえりたい』 ③『水の影』『何もきかないで』 | Album「Queen's Fellows」 ②Album「Japao」 ③Album「Japao2」 |
| オリータ・アダムス                   | 『最後の嘘』 | Album「OVER THE SKY」 |
| KAI                                  | 『あの頃のまま』 | Album「Harbor Lights」 |
| 甲斐名都                             | 『海を見ていた午後』 | Album「ナミダの成分」 |
| ガガガSP                             | 『制服』 | Album「Jewel Songs」 |
| かげぼうし                           | 『春よ、来い』 | Album「Shout at YUMING ROCKS」 |
| 笠原弘子                             | 『雨音はショパンの調べ』 | Album「Semi-Precious Stone」 |
| カサリンチュ+河野伸                  | 『やさしさに包まれたなら』 | Album「すーちゃん まいちゃん さわ子さん」 |
| 和紗                                 | 『水の影』 | Album「それでいいよ」 |
| かせきさいだぁ                       | 『ルージュの伝言』 | Album「かせきさいだぁのアニソング!! バケイション!」 |
| 片瀬那奈                             | 『Rock'n Rouge』 | Album「EXTENDED」 |
| 桂木文                               | 『雨の街を』 | Album「ひとりぼっちのコンチェルト」 |
| 加藤いづみ                           | 『守ってあげたい』 | Album「favorite」 |
| かとうれいこ                         | 『埠頭を渡る風（Live）』 | Live Video「魅て! Live Special」 |
| 門倉有希                             | 『「いちご白書」をもう一度』 | Album「J Love Song」 |
| 金子マリ                             | 『DANG DANG』 | Album「MARI FIRST」 |
| かまやつひろし                       | 『霜の降りた朝』『12時の讃歌』 | Album「WALK AGAIN」 |
| 上白石萌音                           | 『ダンデライオン〜遅咲きのたんぽぽ』『制服』『まちぶせ』 | Album「あの歌-2-」 |
| 嘉門達夫                             | ①『恋人がサンタクロース』 ②『守ってあげたい』『「いちご白書」をもう一度』 ③『赤いスイートピー』 ④『まちぶせ』『春よ、来い』 | ①Single「替え唄メドレー」 ②Single「替え唄メドレー2」 ③Single「帰ってきた替え歌メドレー」 ④Single「新・替え歌メドレー」                                                                |
| 唐沢美帆                             | 『卒業写真』 | Album「sparkle」 |
| 辛島美登里                           | 『白いくつ下は似合わない』 | Album「Eternal-One」 |
| カレン・モク                         | 『冷たい雨』 | Album「帯莫文蔚回家音楽会」 |
| 川上つよしと彼のムードメイカーズ     | 『きっと言える』 | Album「moodmakers' mood」 |
| 河口恭吾                             | 『卒業写真』 | Album「君を好きだったあの頃2」 |
| 川越美和                             | 『ベルベット・イースター』 | Album「まだ神様が眠っているあいだに」 |
| 川島なお美                           | 『12月の雨』『ルージュの伝言』 | Album「Hello!」 |
| 川畑要                               | 『リフレインが叫んでる』 | Album「ON THE WAY HOME」 |
| 河村隆一                             | ①『「いちご白書」をもう一度』 ②『雨音はショパンの調べ』 ③『リフレインが叫んでる』 | ①Album「evergreen」 ②Album「The Voice」 ③Album「The Voice 2」 |
| カントリー娘。                       | 『制服』 | Album「FS5〜卒業〜」 |
| 如月千早（今井麻美）                 | 『恋人がサンタクロース』 | Album「THE IDOLM@STER MASTER ARTIST 3-07：如月千早」 |
| 岸洋子                               | 『残されたもの』 | Album「雪枕」 |
| 北川剛                               | 『席はあるかい』 | Album「握手でグッバイ」 |
| 吉川友                               | 『Valentine’s RADIO』 | Single「世界中に君は一人だけ/Valentine's RADIO/チョコレート魂」 |
| 奇妙礼太郎トラベルスイング楽団       | 『ルージュの伝言』 | Album「VELVET SONGS」 |
| ギャランティーク和恵                 | 『孤独な旅人』 | Album「ANTHOLOGY#5」 |
| キャロル・セラ                       | ①『あの日にかえりたい』『少しだけ片想い』『CHINESE SOUP』『やさしさに包まれたなら』『海を見ていた午後』『ベルベット・イースター』『雨の街を』『卒業写真』『ルージュの伝言』『魔法の鏡』 ②『中央フリーウェイ』『曇り空』『たぶんあなたはむかえに来ない』『グッド・ラック・アンド・グッドバイ』『DOWNTOWN BOY』『翳りゆく部屋』『12月の雨』『きっと言える』『航海日誌』『ANNIVERSARY』 | ①Album「Message en Rouge」 ②Album「ANNIVERSAIRE」 |
| Q;indivi Starring Rin Oikawa         | 『やさしさに包まれたなら』『ひこうき雲』『ルージュの伝言』 | Album「Celebration 〜Ghibli Songs and More〜」 |
| キリンジ                             | 『曇り空』 | Album「Queen's Fellows」 |
| キンモクセイ                         | 『ノーサイド』 | Album「さくら」 |
| 口笛太郎Duo                          | 『やさしさに包まれたなら』 | Album「風とギターケース」 |
| 国広富之                             | 『男のロマン』 | Single |
| 久保田利伸                           | 『朝陽の中で微笑んで』 | Album「LOVE & RAIN」 |
| GLIM SPANKY                          | 『ひこうき雲』 | Album「焦燥」 |
| ケイコ・リー                         | ①『朝陽の中で微笑んで』 ②『卒業写真』(+佐藤竹善) | ①Album「ANOTHER SIDE OF KEIKO LEE」 ②配信 |
| クミコ                               | 『「いちご白書」をもう一度』 | Album「十年」 |
| 倉田まり子                           | ①『「いちご白書」をもう一度（Live）』 ②『冷たい雨』 | ①Live Album「Twenty Girl」 ②Album「Exciting Mini」 |
| クレイジーケンバンド                 | ①『COBALT HOUR』 ②『やさしさに包まれたなら』 | ①Album「Queen's Fellows」 ②Album「好きなんだよ」 |
| 区麗情                               | 『12月の雨』 | Album「晴れた日、雨の夜」 |
| ケラ&ザ・シンセサイザーズ            | 『中央フリーウェイ』 | Album「隣の女」 |
| 研ナオコ                             | ①『「いちご白書」をもう一度』 ②『帰愁』 | ①Album「Ago」 ②Album「DEEP」 |
| クレモンティーヌ                     | 『海を見ていた午後』『卒業写真』 | Album「You & Me」 |
| 黒川ゆり                             | 『愛を告げて』 | Single |
| 桑田佳祐                             | ①『あの日にかえりたい（Live）』 ②『春よ、来い（Live）』 ③『まちぶせ（Live）』『真夏の夜の夢（Live）』『ひこうき雲（Live）』 | ①Live Video「昭和八十三年度!ひとり紅白歌合戦」 ②Live Video「昭和八十八年度! 第二回ひとり紅白歌合戦」 ③Live Video『平成三十年度! 第三回ひとり紅白歌合戦』                              |
| 桑名晴子                             | 『あの頃のまま』 | Album「MOON LIGHT ISLAND」 |
| CHEMISTRY                            | 『夕闇をひとり』 | Single「もしも」 |
| 香西かおり                           | ①『冷たい雨』 ②『真夏の夜の夢』 | ①Album「綴織百景VOL.8 のすたるじい」 ②Album「綴織百景VOL.3 夢」 |
| 香坂みゆき                           | 『あの頃のまま』『あの日にかえりたい』 | Album「CANTOS 1」 |
| 國府田マリ子                         | 『まちぶせ』 | Album「B Side Collection」 |
| KOKIA                                | 『BLIZZARD』(+池田綾子)『時をかける少女』 | Album『東京カフェスタイル#3ファンタジー』 |
| ゴスペラーズ                         | ①『A HAPPY NEW YEAR』 ②『やさしさに包まれたなら』 | ①Album「Dear Yuming」 ②Album「ハモ騒動」 |
| Cocco                                | ①『渚のバルコニー』 ②『何もなかったように』 | ①Album「Jewel Songs」 ②Album『bride -wedding scores for rip van winkle-』 |
| 後藤真希                             | 『卒業写真』 | Album「FOLK SONGS 3」 |
| cossami                              | 『やさしさに包まれたなら』 | 配信 |
| コトリンゴ                           | ①『ひこうき雲』 ②『ノーサイド』 | ①Album「旅と音楽と、」 ②Album「picnic album 1」 |
| 小林麻美                             | 『TYPHOON』 | Album「CRYPTOGRAPH」 |
| 小林幸子                             | 『破れた恋の繕し方教えます』 | Album「特選集 やんちゃ酒」 |
| コブクロ                             | 『卒業写真』 | Album「ALL COVERS BEST」 |
| 小室哲哉                             | 『WANDERERS -247 DJTK MIX-』 | Album「Cream Of J-POP」 |
| 今陽子                               | 『制服』『A HAPPY NEW YEAR』 | Album「今の季節」 |
| サーカス                             | 『海を見ていた午後』 | Album「The Reborn Songs～80's ハーモニー～」 |
| 西城秀樹                             | 『リフレインが叫んでる』 | Single「2Rから始めよう」 |
| 斎藤慶子                             | 『あの日にかえりたい』『ためらい』 | Album「慶子、もの想い･･･」 |
| 早乙女愛                             | 『魔法の鏡』 | Single |
| 坂本冬美                             | ①『あの日にかえりたい』 ②『「いちご白書」をもう一度』 | ①Album「Love Songs」 ②Album「Love Songs V 〜心もよう」 |
| 坂本真綾                             | ①『A HAPPY NEW YEAR』 ②『やさしさに包まれたなら』 ③『卒業写真』 | ①Single「おかえりなさい」 ②Single「DOWN TOWN」 ③Album「たまゆら主題歌コレクション」                                                                                                   |
| 櫻井敦司                             | 『雨音はショパンの調べ』 | Album「EXPLOSION」 |
| 桜田淳子                             | 『グッドラック・アンド・グッドバイ（Live）』『冷たい雨（Live）』 | Live Album「私小説」 |
| さくらまや                           | 『赤いスイートピー』 | Album「まや☆カラ」 |
| 笹川美和                             | 『翳りゆく部屋』『ひこうき雲』『ルージュの伝言』 | Album「東京カフェスタイル#1ストーリー」 |
| 笹峰愛                               | 『オリオン座のむこう』 | Single |
| 佐田玲子                             | 『朝陽の中で微笑んで（Live）』『12月の雨（Live）』『やさしさに包まれたなら（Live）』 | Live Album「Christmas Concert 2009 奇跡」 |
| 佐藤竹善                             | 『「いちご白書」をもう一度』 | Album「CORNERSTONES 4」 |
| 佐藤博                               | 『パラダイスへ』 | Album「Super Market」 |
| THE BACK HORN                        | 『春よ、来い』 | Single「シンメトリー」 |
| Something Else                       | 『あの頃のまま』 | Album「夏唄」 |
| 鮫島有美子                           | 『翳りゆく部屋』 | Album「千の風になって」 |
| 沢田知可子                           | ①『赤いスイートピー』 ②『海を見ていた午後』 ③『魔法の鏡』 | ①Album「花心」 ②Album「歌姫ものがたり」 ③Album「UTATANE」 |
| 沢田富美子                           | 『朝焼けが消える前に（Live）』『青春に恥じないように（Live）』 | Live Album「素顔の青春」 |
| 沢知恵                               | ①『ひこうき雲（Live）』 ②『卒業写真』 ③『赤いスイートピー』 | ①Live Album「わたしが一番きれいだったとき」 ②Live Album「一期一会㈼」 ③Live Album「ライブ・アット・ラカーニャ春」                                                                     |
| 三代目魚武濱田成夫                   | 『赤いスイートピー』『卒業写真』 | Album「三代目魚武濱田成夫」 |
| サンディー・ラム                     | 『時をかける少女』『Rock'n Rouge』 | Album「林憶蓮」 |
| 椎名林檎                             | 『翳りゆく部屋』 | Album「Dear Yuming」 |
| シーラ・E                            | 『あの日にかえりたい』 | Album「You & Me」 |
| シーラ・レイ・チャールズ             | 『海を見ていた午後』『グッド・ラック・アンド・グッドバイ』 | Album「UNDER THE BLUE MOON」 |
| ジェイク・シマブクロ                 | ①『卒業写真』『ダンデライオン～遅咲きのたんぽぽ』 ②『春よ、来い』 | ①Album「UNDER THE BLUE MOON」 ②Album「OVER THE SKY」 |
| ジェニー・ツェン                     | 『ダンデライオン～遅咲きのたんぽぽ』 | Album「迷人的五月」 |
| 四条貴音（原由実）                   | 『春よ、来い』 | Album「一番くじプレミアム THE IDOLM@STER-03：F賞ミュージックディスクコレクション：美希&貴音カヴァー-SPRING SONGS-」                                                                   |
| 柴咲コウ                             | ①『ルージュの伝言』 ②『雨音はショパンの調べ』 | ①Album「CIRCLE CYCLE」 ②Album「続こううたう」 |
| 柴田淳                               | 『スカイレストラン』『卒業写真』 | Album「COVER 70’s」 |
| 島田歌穂                             | ①『あの頃のまま』 ②『翳りゆく部屋』 | ①Album「DISTRACTIONS」 ②Album「I'm just a woman」 |
| 島谷ひとみ                           | 『恋人がサンタクロース』 | Album「Poinsettia」 |
| 清水愛                               | 『時をかける少女』 | Single「Angel Fish」 |
| ジャネット・ケイ                     | 『Hello, my friend』 | Album「DRAMATIC COLVERS I」 |
| ジャニス・イアン                     | 『雨の街を』『「いちご白書」をもう一度』 | Album「You & Me」 |
| ジャニス・シーゲル                   | 『あの日にかえりたい』『中央フリーウェイ』 | Album「UNDER THE BLUE MOON」 |
| Sugar Soul                           | 『あの日にかえりたい』 | Album「Those Days」 |
| ジュリア・フォーダム                 | 『ベルベット・イースター』『翳りゆく部屋』 | Album「You & Me」 |
| JUJU                                 | ①『ANNIVERSARY』 ②『海を見ていた午後』 ③『Hello,my friend（Live）』 ④『まちぶせ』 ⑤『A HAPPY NEW YEAR』『守ってあげたい』『ダンデライオン〜遅咲きのたんぽぽ』『卒業写真』『真珠のピアス』『影になって』『街角のペシミスト』『TYPHOON』『リフレインが叫んでる』『DESTINY』『雨の街を』『ひこうき雲』 | ①Album「Request II」 ②Album「My Life」 ③Live Album「MTV UNPLUGGED JUJU」 ④Album「スナックJUJU ～夜のRequest～」 ⑤Album「ユーミンをめぐる物語」                                        |
| 樹里からん                           | ①『ANNIVERSARY』 ②『Hello, my friend』 | ①Album「TORCH」 ②Album「RENDEZ-VOUS」 |
| JUN SKY WALKER(S)                    | 『Hello,my friend』 | Album「BADAS(S)」 |
| 庄野真代                             | 『中央フリーウェイ』 | Album「ぱすてる33 1/3」 |
| GILLE                                | 『ひこうき雲』 | Album「I AM GILLE. 3」 |
| スウィング・アウト・シスター         | 『中央フリーウェイ』 | Album「You & Me」 |
| スーザン・ボイル                     | 『ひこうき雲』 | Album「The Gift」 |
| SCANDAL                              | 『恋人がサンタクロース』 | Album「R-GIRL's ROCK!」 |
| Skoop On Somebody                    | 『ナビゲイター』 | Single「遠くても 遠くても」 |
| 鈴木早智子                           | 『雨音はショパンの調べ』 | Album「零」 |
| 鈴木トオル                           | 『卒業写真』 | Album「Voice」 |
| 鈴木真仁                             | 『「いちご白書」をもう一度』『ベルベット・イースター』 | Album「いちご白書をもう一度」 |
| スターダストレビュー                 | 『翳りゆく部屋』 | Album「ALWAYS」 |
| スティーヴン・ビショップ             | 『冷たい雨』 | Album「OVER THE SKY」 |
| 須藤薫                               | 『やさしい都会』 | Single |
| SNAIL RAMP                           | 『恋人がサンタクロース』 | Album「DISCOVER」 |
| スピッツ                             | 『14番目の月』 | Album「Queen's Fellows」 |
| SMOOTH ACE                           | 『ANNIVERSARY』『卒業写真』 | Album「Smooth le gout acec piano」 |
| 清野由美                             | 『スカイレストラン』 | Album「NATURAL WOMAN」 |
| セシル・コルベル                     | 『きっと言える』『少しだけ片思い』 | Album「You & Me」 |
| 曾我泰久                             | 『グッド・ラック・アンド・グッドバイ』 | Album「Voice」 |
| ダイスケ                             | 『Hello, my friend』 | Single「Moshimo」 |
| 大地真央                             | 『PARTNERSHIP』 | Single |
| ダ・カーポ                           | 『「いちご白書」をもう一度』『卒業写真』 | Album「」 |
| 高井麻巳子                           | 『ルージュの伝言（Live）』 | Live Video「DO・RA・MA」 |
| 高木綾子                             | 『やさしさに包まれたなら』『ひこうき雲』『ルージュの伝言』『リフレインが叫んでる』『春よ、来い』『埠頭を渡る風』『卒業写真』『あの日にかえりたい』『ANNIVERSARY』『DESTINY』『中央フリーウェイ』『海を見ていた午後』『翳りゆく部屋』『ノーサイド』 | Album「卒業写真」 |
| 高木古都                             | 『卒業写真』 | Single |
| 高杉さと美                           | 『ノーサイド』 | Album「garden」 |
| 高田みづえ                           | 『あの日にかえりたい』 | Album「あの日に帰りたい」 |
| 高橋洋子                             | 『ひこうき雲』 | Album「20th century Boys & Girls II」 |
| TAK MATSUMOTO                        | 『雨の街を』『「いちご白書」をもう一度』 | Album「THE HIT PARADE」 |
| 瀧川ありさ                           | 『ノーサイド』 | Single |
| 竹井詩織里                           | 『ノーサイド』 | Album「documentary」 |
| 武部聡志                             | ①『守ってあげたい』『ずっとそばに』『卒業写真』『霧雨で見えない』『ハルジョオン・ヒメジョオン』『朝陽の中で微笑んで』『グッド・ラック・アンド・グッドバイ』『遠雷』『残暑』『春よ、来い』(+一青窈)『経る時』 ②『A HAPPY NEW YEAR』 | ①Album「Piano Man」 ②ALbum「Piano Man 2」 |
| 田島貴男                             | 『時のないホテル』 | Album「Queen's Fellows」 |
| タチアーナ                           | ①『中央フリーウェイ』『DANG DANG』『Holiday in Acapulco』『あの日にかえりたい』『時をかける少女』『心ほどいて』『魔法の鏡』『冷たい雨』『埠頭を渡る風』『満月のフォーチュン』 ②『ロッヂで待つクリスマス』『罪と罰』『A HAPPY NEW YEAR』『12月の雨』『ダイアモンドダストが消えぬまに』『ノーサイド』『BLIZZARD』『ベルベット・イースター』『恋人がサンタクロース』『白い朝まで』 ③『生まれた街で』『卒業写真』『青いエアメイル』『DESTINY』『恋のスーパーパラシューター』『リフレインが叫んでる』『青春のリグレット』『雨の街を』『DOWNTOWN BOY』『海を見ていた午後』 ④『守ってあげたい』『CHINESE SOUP』『やさしさに包まれたなら』『緑の町に舞い降りて』『ANNIVERSARY』『まぶしい草野球』『きっと言える』『Autumn Park』『ずっとそばに』『ナビゲイター』 | ①Album「あの日にかえりたい」 ②Album「ロッヂで待つクリスマス」 ③Album「卒業写真」 ④Album「ANNIVERSARY」                                                                                |
| 田中星児                             | 『卒業写真』 | Album「白いブランコ」 |
| 田中美里                             | 『ノーサイド』 | |
| 田中裕梨                             | 『影になって』 | Albim「City Lights 3rd Season」 |
| 玉置浩二                             | 『哀しみのスパイ』 | Album「Offer Music Box」 |
| 田村芽実                             | 『ベルベット・イースター』 | DVD「CLIP&COVERS」 |
| チェリッシュ                         | 『あの頃のまま』『あの日にかえりたい』『卒業写真』『冷たい雨』『ルージュの伝言』『「いちご白書」をもう一度』 | Album「」 |
| チェン・ミン                         | 『水の影』 | Album「Wings」 |
| 千菅春香                             | 『最後の春休み』 | Album「「たまゆら」主題歌コレクション～卒業写真～」 |
| 辻香織                               | 『曇り空』 | Album「春待ち詩」 |
| chay                                 | ①『12月の雨』 ②『最後の春休み』 | ①Single「運命のアイラブユー」 ②Single「大切な色彩」 |
| CHARA                                | ①『瞳はダイアモンド』 ②『守ってあげたい』 | ①Album「Jewel Songs」 ②Single「breaking hearts」 |
| 張南雁                               | 『まちぶせ』 | Album「」 |
| つじあやの                           | 『ルージュの伝言』 | Album「COVER GIRL 2」 |
| 露崎春女                             | 『DOWNTOWN BOY』 | Album「Dear Yuming」 |
| つるの剛士                           | 『翳りゆく部屋』 | Album「つるのおと」 |
| deeps                                | 『恋人がサンタクロース』 | Album「Wish」 |
| DEEN                                 | ①『Hello, my friend』 ②『真夏の夜の夢』 ③『恋人がサンタクロース』 ④『埠頭を渡る風』 | ①Single「coconuts」 ②Album「バタフライ」 ③Album「シュプール」 ④Album「POP IN CITY 〜for covers only〜」                                                                               |
| Tiara                                | 『まちぶせ』『春よ、来い』 | Album「Lady」 |
| 恬妞                                 | 『キャサリン』 | Album「我騎著一単車」 |
| DJ SASA with ISLAND LOVERS           | 『中央フリーウェイ』『やさしさに包まれたなら』『卒業写真』『守ってあげたい』『海を見ていた午後』『真夏の夜の夢』『春よ、来い』『ルージュの伝言』『ダンデライオン～遅咲きのたんぽぽ』『Hello, my friend』『HONG KONG NIGHT SIGHT』 | Album「恋人がヤーマン」 |
| TICA                                 | 『ベルベット・イースター』 | Album「VELVET SONGS」 |
| TICO&icchie                          | 『あの日にかえりたい』(+中納良恵)『海を見ていた午後』(+CHIEKO BEAUTY)『中央フリーウェイ』(+高木一江)『卒業写真』(+サヨコ) | Album「青春レゲエ」 |
| デイヴィッド・サンボーン             | 『真夏の夜の夢』 | Album「UNDER THE BLUE MOON」 |
| ティン・パン・アレー                 | 『航海日誌』 | Album「TIN PAN ALLEY 2」 |
| デーモン小暮                         | ①『赤いスイートピー』 ②『雨音はショパンの調べ』 | ①Album「GIRLS' ROCK Best」 ②Album「GIRLS' ROCK √Hakurai」 |
| 手嶌葵                               | ①『CHINESE SOUP』 ②『卒業写真』『やさしさに包まれたなら』(+池田綾子) | ①Album「虹の歌集」 ②Album「東京カフェスタイル#1ストーリー」 |
| 手塚さとみ                           | 『ルージュの伝言』 | Album「15才の肖像」 |
| テレサ・カルピオ                     | 『REINCARNATION』 | Album「The Magic Of Teresa Carpio」 |
| 天童よしみ                           | 『中央フリーウェイ』 | Album「歌魂－うたごころ－」 |
| Dew                                  | 『赤いスイートピー』『ハルジョオン ヒメジョオン』 | Album「花図鑑 別冊」 |
| 土岐麻子                             | ①『小麦色のマーメイド』 ②『Hello, my friend』 ③『CHINESE SOUP』 | ①Album「Summerin'」 ②Album「CASSETTEFUL DAYS」 ③Album「HOME TOWN 〜Cover Songs〜」 |
| 時東ぁみ                             | 『メロンのためいき』 | Album「さなぎのバスローブ」 |
| 徳永英明                             | ①『卒業写真』 ②『あの日にかえりたい』『瞳はダイアモンド』 ③『まちぶせ』 ④『赤いスイートピー』『翳りゆく部屋』 | ①Album「VOCALIST」 ②Album「VOCALIST II」 ③Album「VOCALIST III」 ④Album「VOCALIST IV」                                                                                                 |
| 當山みれい                           | 『あの日にかえりたい』 | Album「Memories」 |
| TRY-TONE                             | ①『Kissin' Christmas～クリスマスだからじゃない』『12月の雨』『恋人がサンタクロース』 ②『ロッヂで待つクリスマス』 | ①Album「J-Pop A Cappella Christmas Album」 ②Album「A Cappella Love Songs」 |
| 内藤やす子                           | 『翳りゆく部屋』 | Album「I miss you」 |
| 中尾ミエ                             | 『春よ、来い』 | Album「団塊娘」 |
| 中川翔子                             | 『蒼いフォトグラフ』 | Album「しょこたん☆かばー4-1」 |
| 中島啓江                             | 『卒業写真』 | Album「卒業写真」 |
| 中島ノブユキ                         | 『ベルベット・イースター』 | Album「VELVET SONGS」 |
| 中田裕二                             | 『あの日にかえりたい』 | Album「SONG COMPOSITE」 |
| 中塚武                               | 『ひこうき雲』 | Album「VELVET SONGS」 |
| 中西保志                             | ①『卒業写真』 ②『春よ、来い』 ③『やさしさに包まれたなら』 | ①Album「Standards 4」 ②Album「Standards」 ③Album「Merodies」 |
| 中納良恵                             | 『ダンデライオン〜遅咲きのたんぽぽ』 | Album「ToMoYo covers」 |
| 中森明菜                             | ①『「いちご白書」をもう一度』 ②『Woman "Wの悲劇"より（Live）』 ③『ベルベット・イースター』 ④『魔法の鏡』 | ①Album「フォーク・ソング」 ②Live Video「Empress at Yokohama」 ③Album「フォーク・ソング2」 ④Album「歌姫」                                                                              |
| 七尾旅人                             | 『ベルベット・イースター』 | Album「VELVET SONGS」 |
| Naminote                             | 『曇り空』 | Album「Blue Vacation」 |
| 二階堂和美                           | 『A HAPPY NEW YEAR』『卒業写真』 | Album「ニカセトラ」 |
| 西村知美                             | 『愛にDESPERATE』『ひとちがい』 | Single |
| 新田恵利                             | 『ボビーに片想い』 | Album「E-AREA」 |
| 寝占友梨絵/Lowland Jazz              | 『ルージュの伝言』 | Album「Bigband for Anime Songs」 |
| ねらわれた学園 （向井秀徳&峯田和伸） | 『守ってあげたい』 | Single |
| ノーランズ&フレンズ                  | 『Valentine's RADIO』 | Album「Valentine Pops In Japan」 |
| 野川さくら                           | 『恋人がサンタクロース』 | Album「WINTER SONG COVER BEST」 |
| 野口五郎                             | 『今だから』（with 信近エリ、小野賢章） | Album「風輪」 |
| NOKKO                                | ①『COBALT HOUR』 ②『ベルベット・イースター』 ③『翳りゆく部屋（featuring Philippe Saisse Trio）』『卒業写真』 | ①Album「Dear Yuming」 ②Album「ベランダの岸辺」 ③Album『TRUE WOMAN』 |
| 野宮真貴                             | ①『手のひらの東京タワー』 ②『中央フリーウェイ』 | ①Album「DRESS CODE」 ②Album「世界は愛を求めてる。」 |
| 野本かりあ                           | 『きっと言える』 | Album「The girl from R.E.A.D.Y.M.A.D.E」 |
| bird                                 | ①『雨のステイション』 ②『Hello, my friend』 | ②Album「VELVET SONGS」 ②Album「MY LOVE」 |
| 拝郷メイコ                           | ①『きっと言える』『中央フリーウェイ』『魔法の鏡』 ②『ダンデライオン～遅咲きのたんぽぽ』『まぶしい草野球』 ③『Valentine's RADIO』『最後の春休み』 | ①Album「東京カフェスタイル#1ストーリー」 ②Album「東京カフェスタイル#2メモリー」 ③Album「東京カフェスタイル#3ファンタジー」                                                            |
| 倍賞千恵子                           | 『瞳を閉じて』 | Album「海の詩」 |
| ハイ・ファイ・セット                 | ①『海を見ていた午後』 ②『冷たい雨』 ③『雨のステイション』『中央フリーウェイ』 ④『最後の春休み』 ⑤『DESTINY』『緑の街に舞い降りて』 ⑥『霧雨で見えない』 | ①Album「卒業写真」 ②Album「Fashionable Lover」 ③Album「Love Collection」 ④Album「閃光」 ⑤Album「QUARTER REST」 ⑥Album「PASADENA PARK」                                                |
| 元ちとせ                             | 『スラバヤ通りの妹へ』 | Album「平和元年」 |
| 長谷川久美子                         | ①『海を見ていた午後』『CHINESE SOUP』『ベルベット・イースター』(+松本英子) ②『心ほどいて』『DESTINY』 ③『もう愛は始まらない』『まちぶせ』 | ①Album「東京カフェスタイル#1ストーリー」 ②Album「東京カフェスタイル#2メモリー」 ③Album「東京カフェスタイル#3ファンタジー」                                                            |
| 長谷川きよし                         | ①『旅立つ秋』 ②『ひこうき雲』 | ①Album「街角」 ②Album「灰色の瞳」 |
| 畑中葉子                             | 『まちぶせ』 | |
| 秦基博                               | 『晩夏（ひとりの季節）』 | Album「Documentary」 |
| 畠山美由紀                           | ①『雨の街を』 ②『翳りゆく部屋』 | ①Album「Fragile」 ②Album「CHRONICLE 2001-2009」 |
| 葉月里緒奈                           | 『君が好きだから』 | Album「里緒奈」 |
| 服部克久                             | 『卒業写真』 | Album「77-55」 |
| パティ・オースティン                 | 『朝陽の中で微笑んで』 | Album「OVER THE SKY」 |
| ハナレグミ                           | 『Hello, my friend』 | Album「だれそかれそ」 |
| 浜崎あゆみ                           | ①『卒業写真』 ②『春よ、来い』 | ①Album「A BALLADS」 ②Album｢A BALLADS2｣ |
| 浜田朱里                             | 『魔法の鏡』 | Album「青い夢」 |
| 林部智史                             | 『Hello, my friend』 | Album「カタリベ1」 |
| 原田知世                             | ①『きっと言える』 ②『ずっとそばに』『守ってあげたい』 ③『CHINESE SOUP』 ④『やさしさに包まれたなら』『秘密の花園』 ⑤『守ってあげたい』 | ①Album「encontro」 ②Album「Birthday Album」 ③Album「Queen's Fellows」 ④Album「恋愛小説2」 ⑤Album「fruitful days」                                                                     |
| ピーボ・ブライソン                   | 『霧雨で見えない』 | Album「OVER THE SKY」 |
| 平井堅                               | 『Woman "Wの悲劇"より』 | Single「告白」 |
| 平川地一丁目                         | 『花紀行』 | Album「歌い手を代えて」 |
| 平原綾香                             | 『晩夏（ひとりの季節）』 | Album「From To」 |
| 一十三十一                           | ①『返事はいらない』 ②『手のひらの東京タワー』 ③『A HAPPY NEW YEAR』 | ①Album「Letters」 ②Album「YOUR TIME ROUTE 1」 ③Album「Pacific High / Aleutian Low」                                                                                                   |
| 日野美歌                             | ①『海を見ていた午後』 ②『スカイレストラン』 | ①Album「Yokohama fall in love」 ②Album「Natural」 |
| ビリケン                             | 『「いちご白書」をもう一度』 | Album「ビリケンアルバム1」 |
| フェイ・ウォン                       | 『Valentine's RADIO』 | Album「Queen's Fellows」 |
| Fonogenico                           | 『ノーサイド』 | Single「Reason」 |
| 藤田恵美                             | 『卒業写真』 | Album「ココロの食卓」 |
| 藤谷美紀                             | 『ロッヂで待つクリスマス』 | Single「木綿のハンカチーフ」 |
| 藤原道山                             | 『水の影』 | Album「かざうた」 |
| PUSHIM                               | 『Hello, my friend』 | Album「The Great Songs」 |
| 布施明                               | 『あの日にかえりたい』『雨音はショパンの調べ』 | Album「Ballade II」 |
| ブラザース・フォア                   | 『あの日にかえりたい』『「いちご白書」をもう一度』 | Album「Where The Eagles Fly」 |
| Flower                               | 『恋人がサンタクロース』 | Single |
| プリシラ・アーン                     | 『やさしさに包まれたなら』 | Album「natural colors」 |
| Blu-BiLLioN                          | 『翳りゆく部屋』 | Album「SicKs」 |
| ベイ・シュー                         | 『A HAPPY NEW YEAR』 | Album「Lost In Translation」 |
| ヘイリー・ウェステンラ               | 『春よ、来い』 | Album「祈り～ヘイリー・シングス・ジャパニーズ・ソングス ベスト」 |
| ベス・ニールセン・チャップマン       | 『A HAPPY NEW YEAR』 | Album「OVER THE SKY」 |
| ベベウ・ジルベルト                   | 『海を見ていた午後』『翳りゆく部屋』『きっと言える』『曇り空』『少しだけ片想い』『卒業写真』『何もきかないで』『瞳を閉じて』『やさしさに包まれたなら』『ルージュの伝言』 | Album「海を見ていた午後 (De Tarde, Vendo O Mar)」 |
| PERIDOTS                             | 『守ってあげたい』 | Single「はじめから」 |
| ベンチャーズ                         | 『ルージュの伝言』『12月の雨』『やさしさに包まれたなら』『あの日にかえりたい』『時をかける少女』『真夏の夜の夢』『Sunny day Holiday』『哀しみのルート16』『14番目の月』『DESTINY』『ベルベット・イースター』『卒業写真』『春よ、来い』 | Album「The Ventures Play Yuming」 |
| Port of Notes                        | ①『Woman "Wの悲劇"より』 ②『TYPHOON』 | ①Album「Duet With Birds」 ②Album「Queen's Fellows」 |
| ポーリン・ウィルソン                 | 『Carry on』 | Album「OVER THE SKY」 |
| 星屑スキャット                       | 『恋人がサンタクロース(Demo Vocals)』 | Single「クリスマス寒波」 |
| ポニーテール                         | 『瞳を閉じて』 | Album「Greeting Card」 |
| THE BOHEMIANS                        | 『ルージュの伝言』 | Album「果てしなきグラムロック歌謡の世界」 |
| 堀江美都子                           | 『白日夢・DAY DREAM』 | Album「Weekend」 |
| 堀ちえみ                             | 『ダンデライオン～遅咲きのたんぽぽ』 | Album「80's IDOL SONGS COLLECTION」 |
| マイケル・フランクス                 | 『あの日にかえりたい』 | Album「OVER THE SKY」 |
| マイルス・グリフィス                 | 『悲しいほどお天気』 | Album「UNDER THE BLUE MOON」 |
| My Little Lover                      | 『ひこうき雲』 | Single「ひこうき雲」 |
| 槇原敬之                             | ①『春よ、来い』 ②『卒業写真』『真夏の夜の夢』『Hello, my friend』 ③『A HAPPY NEW YEAR』 | ①Album「Listen To The Music」 ②Album「Listen To The Music 3」 ③Album「Believer」 |
| 増田けい子                           | 『心のとびら』『ためらい』 | Album「恋するお友達」 |
| 松浦亜弥                             | 『ひこうき雲』 | Album「FOLK SONGS 2」 |
| 松崎ナオ                             | 『情熱に届かない～Don't Let Me Go』 | Album「Dear Yuming」 |
| 松田聖子                             | 『恋人がサンタクロース』 | Album「金色のリボン」 |
| 松本明子                             | 『静かなまぼろし』 | Single「soon」 |
| 松本伊代                             | 『サーフ天国、スキー天国（Live）』 | Live Video「FANTASTIC CONCERT」 |
| 松本英子                             | ①『あの日にかえりたい』『ベルベット・イースター』(＋長谷川久美子) ②『カンナ8号線』『シンデレラ・エクスプレス』 ③『リフレインが叫んでる』『WANDERERS』 | ①Album「東京カフェスタイル#1ストーリー」 ②Album「東京カフェスタイル#2メモリー」 ③Album「東京カフェスタイル#3ファンタジー」                                                            |
| 松本梨香                             | ①『恋人がサンタクロース』 ②『やさしさに包まれたなら』 | ①Album「サンタクロース」 ②Album「まんまる」 |
| 松山千春                             | 『卒業写真』 | Album「再生」 |
| 茉奈 佳奈                            | 『赤いスイートピー』『守ってあげたい』 | Album「ふたりうた」 |
| MAYUMI                               | 『ロッヂで待つクリスマス』『恋人がサンタクロース』 | Album「Silent Night」 |
| 真璃子                               | 『セシルの週末』 | Album「元気を出してね」 |
| マルシア                             | 『卒業写真』 | Album「Eu te amo」 |
| 丸山圭子                             | 『あの日にかえりたい』 | Album「COVERS BEST」 |
| 三木聖子                             | 『少しだけ片想い』 | Album「聖子」 |
| Mi-Ke                                | 『「いちご白書」をもう一度』 | Album「忘れじのフォーク・白い2白いサンゴ礁」 |
| Ms.OOJA                              | 『真夏の夜の夢』『瞳はダイアモンド』 | Album「THE HITS ~NO.1 SONG COVERS~」 |
| 三原順子                             | 『守ってあげたい』 | Album「JUNKO BOX」 |
| 都はるみ                             | 『翳りゆく部屋』 | Album「新しき装い」 |
| 宮﨑薫                               | 『卒業写真』 | Album「9 STORIES」 |
| 宮崎美子                             | 『ためらい』 | Album「Mellow」 |
| 宮本浩次                             | ①『赤いスイートピー』『恋人がサンタクロース』 ②『まちぶせ』 | ①Album「ROMANCE」 ②Album「秋の日に」 |
| MINMI                                | 『ひこうき雲』 | Album「THE HEART SONG COLLECTION」 |
| 村上ゆき                             | 『花紀行』 | Album「夢で逢いましょう」 |
| May J.                               | ①『やさしさに包まれたなら』 ②『春よ、来い』 ③『埠頭を渡る風』 | ①Album「Heartful Song Covers」 Album「Sweet Song Covers」 ③Album「Bittersweet Song Covers」                                                                                           |
| メイヤ                               | 『やさしさに包まれたなら』『ルージュの伝言』 | Album「You & Me」 |
| メロン記念日                         | 『「いちご白書」をもう一度』 | Album「FOLK SONGS 2」 |
| モダンチョキチョキズ                 | 『甘い予感』 | Album「ローリング・ドドイツ」 |
| 桃井かおり                           | 『スカイレイストラン』『CHINESE SOUP』 | Album「Moderndart」 |
| 本木雅弘                             | 『ベルベット・イースター』 | Album「D+F+M」 |
| 森丘祥子                             | 『冷たい雨』 | Album「Pink & Blue」 |
| 森川由加里                           | 『ためらい』 | Single |
| 森高千里                             | 『あの日にかえりたい』 | Album「Dear Yuming」 |
| 森七菜                               | 『返事はいらない』 | Single「カエルノウタ」 |
| 森山良子                             | ①『春よ、来い』 ②『卒業写真』 | ①Album「春夏秋冬」 ②Album「フォークソングの時代」 |
| 森恵                                 | 『あの日にかえりたい』 | Album「MegumiMori Soul Song's BOOK Re:Make1」 |
| 薬師丸ひろ子                         | 『守ってあげたい（Live）』 | Live Video「薬師丸ひろ子 2019コンサート」 |
| 矢口真里                             | 『中央フリーウェイ』 | Album「FOLK SONGS 4」 |
| 山下久美子                           | 『やさしさに包まれたなら』(+CHARA&ちわきまゆみ&YOU) | Album「Duets」 |
| yanokami                             | 『曇り空』『瞳を閉じて』 | Album「遠くは近い」 |
| やなわらばー                         | 『卒業写真』『ひこうき雲』『やさしさに包まれたなら』 | Album「泣唄 笑唄」 |
| やまがたすみこ                       | 『あの日にかえりたい』 | Album「フォーク大百科 1964-1977」 |
| YUKA                                 | 『恋人がサンタクロース』(+池田綾子)『守ってあげたい』 | Album「東京カフェスタイル#2メモリー」 |
| YUKI                                 | 『秘密の花園』 | Album「Jewel Songs」 |
| 由紀さおり・安田祥子                 | 『卒業写真』 | Album「スタンダード日本3」 |
| 雪村いづみ                           | 『ひこうき雲』 | Album「COME ON BACK」 |
| yufu                                 | 『エピローグ』 | Album「GET YOUR GROOVE ON」 |
| 吉井和哉                             | 『あの日にかえりたい』 | Album「ヨシー・ファンクJr.～此レガ原点!!～」 |
| 吉幾三                               | 『「いちご白書」をもう一度』 | Album「あの頃の青春を詩う」 |
| 吉岡亜衣加                           | 『ルージュの伝言』 | Album「パレット」 |
| 吉川忠英                             | 『ハルジョオン･ヒメジョオン』 | Album「素敵？そうでもないよ」 |
| 吉田美奈子                           | 『CHINESE SOUP』 | Album「MINAKO」 |
| ラヴホリック                         | 『ダンデライオン～遅咲きのたんぽぽ』 | Album「UNDER THE BLUE MOON」 |
| LA DIVA                              | 『ひこうき雲』 | Album「LA DIVA -TV LIVE-」 |
| リタ・クーリッジ                     | 『卒業写真』 | Album「OVER THE SKY」 |
| ザ・リリーズ                         | 『甘い予感』 | Single「シェルの涙」 |
| リン・ユーチュン                     | 『ひこうき雲』 | Album「Ballad Show」 |
| レディオサイエンス                   | 『雨音はショパンの調べ』 | Album「レディオサイエンスVol.1」 |
| レディ・キム                         | 『ノーサイド』 | Album「UNDER THE BLUE MOON」 |
| ローラ・フィジィ                     | 『最後の嘘』 | Album「Dream Your Dream」 |
| ロス・インディオス&シルビア          | 『日付変更線』 | Album「SAMBA PINGA MORENA」 |
| wyolica                              | 『卒業写真』 | Album「VELVET SONGS」 |
| 和田アキ子                           | 『あの日にかえりたい』 | Album「今日までそして明日から」 |
| 渡辺香津美                           | 『旅立つ秋』 | Album「Guitar Renaissance II 夢」 |
| 渡辺真知子                           | 『CHINESE SOUP』 | Album「Amor Jazz2 ~Show-WA~」 |